# Barendrechti vasúti baleset
A barendrechti vasúti balesetben két tehervonat ütközött össze 2009. szeptember 24-én a hollandiai Barendrecht közelében. Az egyik mozdonyvezető meghalt, a másik súlyosan megsérült.
Az egyik vonat kőolajszármazékokat szállító tartálykocsikból állt, a másik pedig konténerekkel volt megrakva. Egy éppen áthaladó személyvonat az erős fékezésnek köszönhetően még épp időben meg tudott állni, de így is egy törmeléknek ütközött, két utasa megsérült.

## A baleset körülményei
2009. szeptember 24-én 22:32-kor a DB Schenker Rail Nederland 6415-ös („Rens”) és a 6514-es („Wim”) pályaszámú szinkroncsatolt NS 6400 sorozatú mozdonyai frontálisan ütköztek az ERS 6616-os pályaszámú EMD 66-os mozdonyával Barendrecht városától nem messze, az A15-ös autópálya felüljárója alatt. Mindkettő mozdonyvezető beszorult a vezetőfülkébe, a 6400-asok vezetője meghalt, a másik súlyosan megsérült. A baleset széles körű pusztítást is okozott. A konténervonat több vagonja kisiklott, a konténerek a szomszédos vágányon álltak meg. A tartálykocsis szerelvény kevésbé sérült meg, ezért a gyúlékony rakományban nem keletkezett tűz.
Az éppen elhaladó, Brüsszelbe tartó Beneluxtrein-expresszvonat mozdonyvezetője – miután felfigyelt a vágányok közelében keletkezett sok szikrára –vészfékezést kezdeményezett, arra gyanakodva, hogy a felsővezeték feszültsége lecsökkent. A mozdonyvezető ekkor keresett egy megfelelő helyet, ahol megállíthatja a vonatot, hogy az utasok szükség esetén biztonságosan elhagyhassák azt. Amikor a vonat sebessége 40 km/órára csökkent, a mozdonyvezető látta, hogy a szomszédos tehervágányon egy vagonból szikrák csapódnak ki, mivel úgy gondolta, hogy ez nem megfelelő hely a megállásra, megszakította a fékezést. Rögtön ezután látta, hogy egy tehervagon benyúlik az űrszelvénybe, ezért azonnal újabb gyorsfékezést kezdeményezett, de a mozdony a tehervagonba ütközött, majd néhány másodperccel később megállt. A személyvonatban csak kisebb károk keletkeztek, azonban kettő utasa még így is megsérült. A szomszédos vágányra egy DD-AR típusú személyvonat érkezett Rotterdam Lombardijen vasútállomásról, vezetője, miután kettő váratlan riasztást kapott, fékezni kezdett, vonatát közvetlenül az expresszvonat vezetőfülkéje mellett állította meg. A két mozdonyvezető a rendőrség és a tűzoltóság kiérkezéséig a tartálykocsik közelében kipattant kettő kisebb tüzet is eloltott. 2010 márciusában a 6415-ös és a 6514-es mozdonyt is végleg kivonták a forgalomból.
Az Onderzoeksraad voor Veiligheid jelentése alapján az egyik tehervonat vezetőjének szívproblémái voltak. A legutóbbi ellenőrzés során észlelték ennek egy tünetét, de nem vizsgálták tovább. Az út során rosszul lett, az éberségi berendezés kétszer is – először 19:48-kor Nunspeet közelében, majd 21:07-kor Keverdijk közelében – megállásra kényszerítette a vonatot, de a forgalomirányítás nem vette észre. Végül a mozdonyvezető valószínűleg eszméletét vesztette, vonatával áthajtott egy megállj jelzőn, és a barendrechti elágazásnál zöld jelzéssel közlekedő ERS-vonat útjába került, ami a frontális ütközéshez vezetett. A vonal ugyan fel volt szerelve ATB vonatbefolyásoló rendszerrel, azonban annak hiányosságai miatt még sem avatkozott be: az ATB kizárólag akkor avatkozik be, ha a vonat legalább 40 km/h-s sebességgel halad, a balesetben részes vonat 39 km/h-val haladt. A rendszer hiányosságait már az 1990-es évek elején kijavították, azonban azt nem telepítették, mivel helyette az akkor még fejlesztés alatt álló egységes Európai Vonatbefolyásoló Rendszert akarták kiépíteni.

## Utóhatás

### Forgalomkorlátozások
A Rotterdam és Dordrecht közötti vasúti forgalmat lezárták, illetve az A15-ös autópályát is több órára le kellett zárni, amíg az elvégzésre kerülő vizsgálatok nem igazolták, hogy a viadukt nem sérült meg, és nem állt fenn tűzveszély. A balesetet követő napon a négy személyszállításra használt vágányból kettő, amelyen korlátozott forgalmat bonyolítottak le, ismét használható volt a baleset helyszínén. A Barendrecht Vork és a Kijfhoek rakodóudvar közötti teherforgalom teljesen leállt. Csak az IJsselmonde és a Rotterdam–Utrecht–’s-Hertogenbosch útvonalon keresztül történő elterelés tette lehetővé a teherforgalom egy részének továbbhaladását. A rotterdami kikötőhöz vezető vasúti összeköttetés sebezhetősége nyilvánvaló vált.

### Helyreállítás
A baleset hatásának helyreállítása több napig tartott. Miután a tartálykocsikat leürítették és tartalmukat elszállították, a mozdonyok roncsait el lehetett takarítani. Mivel ezek a viadukt alatt helyezkedtek el, nem lehetett darukat használni. Szeptember 26-án két honvédségi Leopard 2 harckocsit vetettek be mentési céllal, hogy szétszedjék a megsemmisült mozdonyokat. Az infrastruktúrában keletkezett károk helyreállítása a baleset után több mint egy héttel fejeződött be.

## Fordítás
- Ez a szócikk részben vagy egészben  a   Treinongeval bij Barendrecht című holland Wikipédia-szócikk ezen változatának fordításán alapul.  Az eredeti cikk szerkesztőit annak laptörténete sorolja fel. Ez a jelzés csupán a megfogalmazás eredetét és a szerzői jogokat jelzi, nem szolgál a cikkben szereplő információk forrásmegjelöléseként.